# Pavonia eurychlamys
Pavonia eurychlamys är en malvaväxtart som beskrevs av Oskar Eberhard Ulbrich. Pavonia eurychlamys ingår i släktet påfågelsmalvor, och familjen malvaväxter. Inga underarter finns listade i Catalogue of Life.